# Чирешени (Јаши)
Чирешени (рум. Cireșeni) насеље је у Румунији у округу Јаши у општини Котнари. Oпштина се налази на надморској висини од 296 m.

## Становништво
Према подацима из 2002. године у насељу је живело 297 становника, од којих су сви румунске националности.